# Suuri Vuorisenlampi
Suuri Vuorisenlampi är en sjö i Finland. Den ligger i kommunen Miehikkälä i landskapet Kymmenedalen, i den södra delen av landet, 170 km öster om huvudstaden Helsingfors. Suuri Vuorisenlampi ligger 45 meter över havet. I omgivningarna runt Suuri Vuorisenlampi växer i huvudsak blandskog. Arean är 9,7 hektar och strandlinjen är 1,65 kilometer lång. Sjön  ingår i Urpalanjokis huvudavrinningsområde. 